# ピース・ブリッジ
ピース・ブリッジ（Peace Bridge）は、カナダとアメリカ合衆国の国境を跨ぐ道路橋。エリー湖の東端、ナイアガラ川の入口に位置している。

## 歴史
バッファロー付近のナイアガラ川には1873年に鉄道橋が懸けられたが、自動車と歩行者はフェリーしか渡る手段がなく、交通のボトルネックとなっていた。橋の建設はカナダとアメリカの国際共同委員会によって決定された。ナイアガラ川は水の流れが速く、また国際航路であり大型船が航行していた。これらの条件は橋の建設を困難なものにしていた。鉄道橋は開閉式で船を通していたが、道路橋では実用的ではないため、高い橋桁を可能にするアーチ橋が採用された。建設は1925年に始まり1927年に完成した。
ピース・ブリッジの建設はカナダとアメリカの友好を象徴する事業に位置付けられた。完成式典には大勢の来賓が招待された。
- イギリス王太子―ウェールズ公エドワード（のちのエドワード8世）
- エドワードの弟―ケント公ジョージ
- カナダ首相―ウィリアム・ライアン・マッケンジー・キング
- イギリス首相―スタンリー・ボールドウィン
- アメリカ副大統領―チャールズ・ドーズ
- アメリカ国務長官―フランク・ケロッグ
- ニューヨーク州知事―アル・スミス
- オンタリオ州知事―ハワード・ファーガソン

## 運用
料金所はカナダ側にあり電子式料金システムE-ZPassが導入されている。出入国管理はカナダ側の施設でのみ行われており、アメリカ側は省略されている。

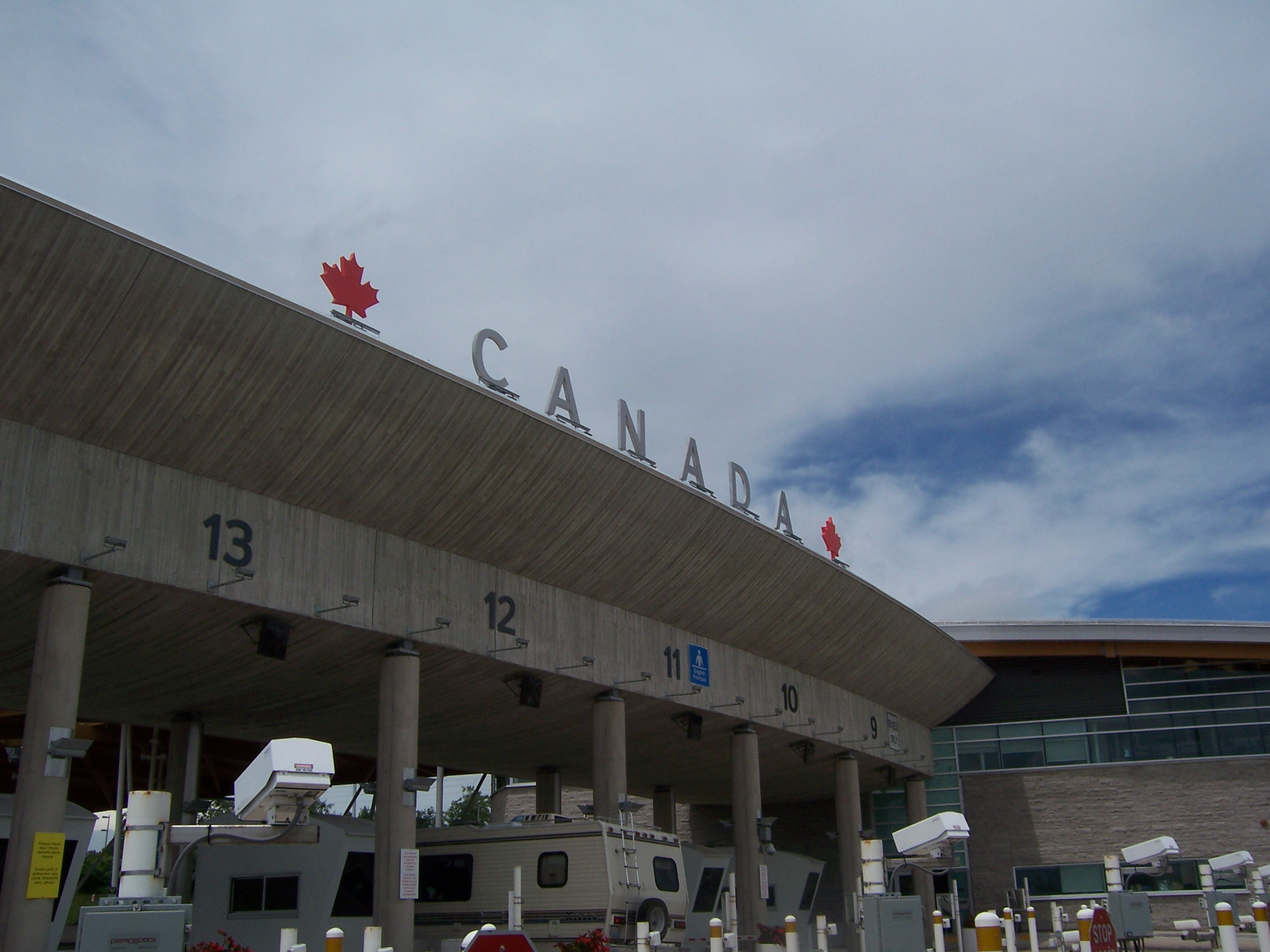
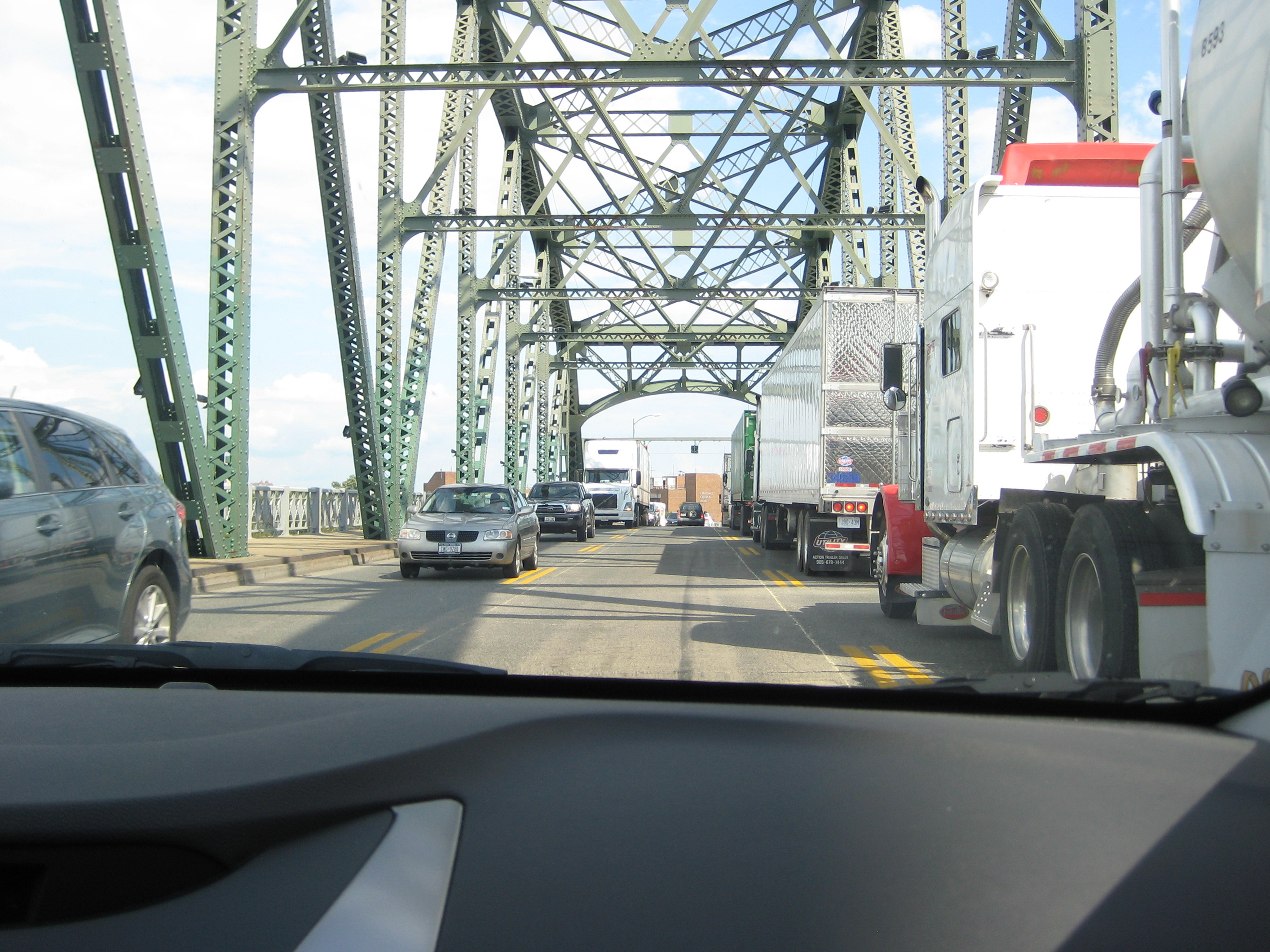
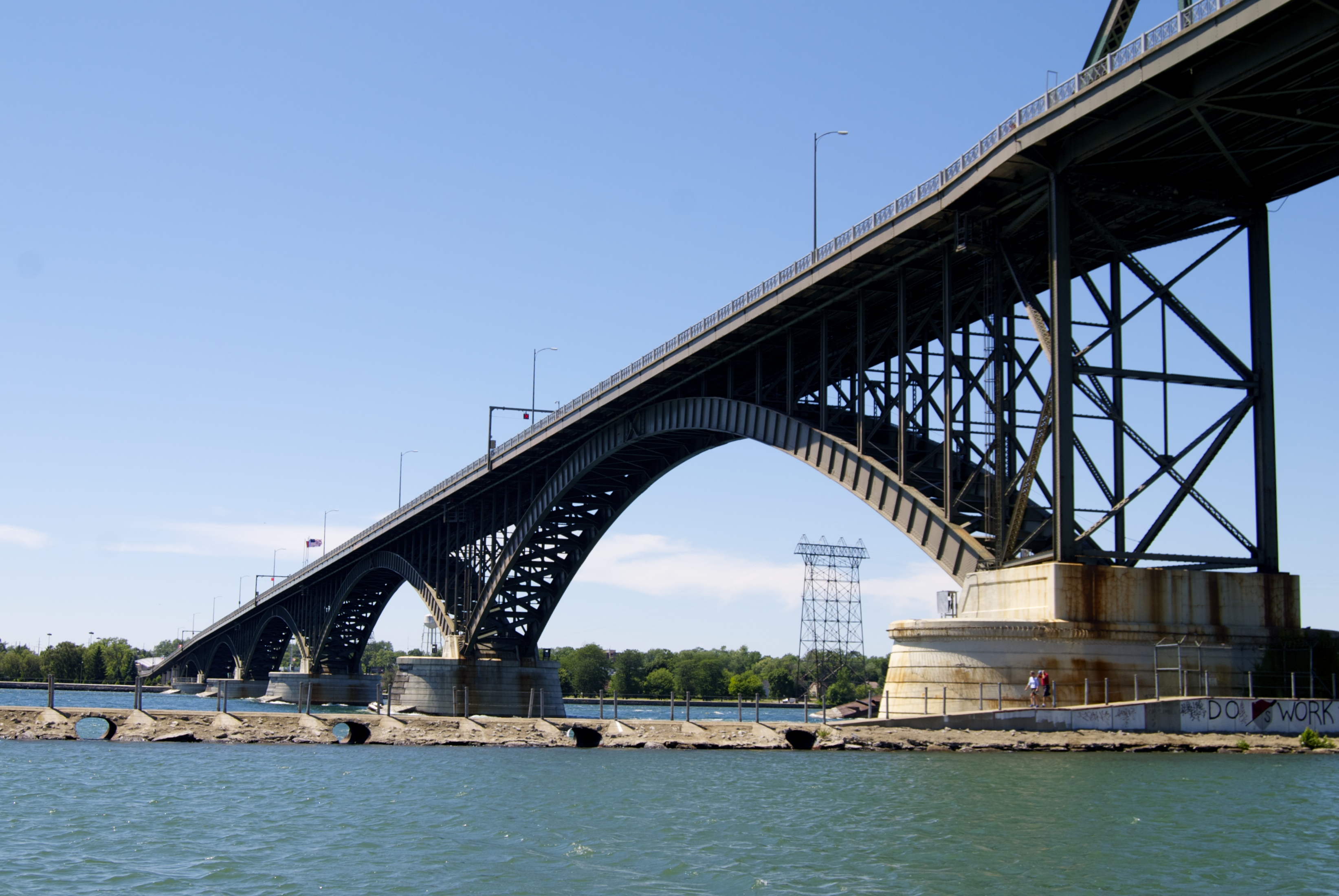